# 119 př. n. l.

## Události
- Gaius Marius zvolen tribunem lidu

## Narození
- asi Lucius Cornelius Sisenna, římský spisovatel, politik a historik († 67 př. n. l.)

## Hlavy států
- Parthská říše – Mithradatés II. (124/123 – 88/87 př. n. l.)
- Egypt – Ptolemaios VIII. Euergetés II. (144 – 116 př. n. l.)
- Numidie – Micipsa
- Čína – Wu-ti (dynastie Západní Chan)